# Xã St. James, Michigan
Xã St. James (tiếng Anh: St. James Township) là một xã thuộc quận Charlevoix, tiểu bang Michigan, Hoa Kỳ. Năm 2010, dân số của xã này là 365 người.